# Mai Đình, Hiệp Hòa
Mai Đình là một xã thuộc huyện Hiệp Hòa, tỉnh Bắc Giang, Việt Nam.

## Địa lý
Xã Mai Đình có vị trí địa lý:
- Phía đông và phía nam giáp tỉnh Bắc Ninh
- Phía tây giáp thành phố Hà Nội
- Phía bắc giáp xã Hương Lâm và xã Minh Châu.

Xã Mai Đình có diện tích 9,01 km², dân số năm 2023 là 15.317 người, mật độ dân số đạt 1.700 người/km².

## Hành chính
Xã Mai Đình được chia thành 10 thôn: Châu Lỗ, Đông Trước, Giáp Ngũ, Mai Hạ, Mai Thượng, Mai Trung, Nguyễn, San, Thắng Lợi, Vọng Giang.

## Lịch sử
Đầu thế kỷ XIX, tổng Mai Đình thuộc huyện Hiệp Hòa có 9 xã:
- Xã Mai Đình gồm 4 thôn: Giáp Ba, Giáp Nguyên, Giáp Sơn, Giáp Nhất.
- Xã Đông Lâm gồm 4 thôn: Chỗ, Chùa, Bốc, Khoái.
- Xã Tiếu Thượng (Thượng Thôn) gồm 2 thôn: Lđ, Trước.
- Xã Tiếu Hạ (Hạ Thôn).
- Xã Châu Lỗ (Kẻ Sổ)
- Xã Tiên Sơn.
- Xã Hương Câu (Kẻ Cấu) gồm 3 thôn: Cả, Hiên, Nội Bái.
- Xã Hạc Lâm.
- Xã Phúc Lãnh gồm 2 thôn: Đoài, Nội.

Đầu thế kỷ XX (1927), tổng Mai Đình có 12 xã:
- Xã Đông Lâm gồm 4 thôn: Khoái, Chùa, Rốc, Chỗ.
- Xã Giáp Ngũ.
- Xã Hạc Lâm.
- Xã Hương Câu gồm 4 thôn: Cả, Hiên, Nội, Bói.
- Xã Mai Đình gồm 4 thôn: Giáp Nhất, Giáp Ba, Nguyễn Xá, Thôn Sơn.
- Xã Mai Hạ.
- Xã Mai Thượng.
- Xã Nga Trại.
- Xã Phúc Linh.
- Xã Tiên Sơn gồm 2 thôn: Tiên Sơn, Đồng Công.
- Xã Châu Lỗ
- Xã Vọng Giang.

Tổng Mai Đình gồm có xã Mai Đình và xã Hương Lâm ngày nay.
Năm 1945, xã Mai Đình gồm 10 thôn: Châu Lỗ, Giáp Ngũ, Nguyễn, Đông Trước, San, Mai Thượng, Mai Trung, Thắng Lợi, Vọng Giang, Mai Hạ.

## Văn hóa

### Đình Đông Trước
Đình làng Đông Trước ở xã Mai Đình, là di tích kiến trúc nghệ thuật cấp quốc gia, thờ Bạch Tượng thời nhà Đinh cùng 2 vị tướng triều Hùng là Cao Sơn và Quý Minh.
Bạch Tượng cùng Bạch Địa là hai anh em sinh đôi, con trai gia đình tộc trưởng Bạch Lân ở Hoan Châu. Khi đất nước lâm vào cảnh 12 sứ quân cát cứ. Hai anh em Bạch Tượng và con bà dì là Đô Đài bèn đến phủ Ứng Thiên tụ tập dân chúng lập nên trang Nguyễn Xá sau ông theo Đinh Bộ Lĩnh, trở thành tướng nhà Đinh đánh dẹp sứ quân và được ban thực ấp ở Động Phí, tây nam Hà Nội ngày nay. Cao Sơn và Quý Minh là những vị tướng của Hùng Vương, được nhiều nơi ở miền Bắc Việt Nam thờ phụng. Đến thế kỷ X, hai vị được Đinh Tiên Hoàng Đế phong thượng đẳng thần và hai trong bốn vị thần trấn trạch Hoa Lư tứ trấn.

## Giao thông
Xã Mai Đình nằm trên tỉnh lộ 295 nối hai tỉnh Bắc Giang và Bắc Ninh. Cầu Đông Xuyên bắc qua sông Cầu, nằm trên tỉnh lộ 295 nối xã Mai Đình với tỉnh Bắc Ninh. Xã nằm sát sông Cầu (phía tả ngạn) nên giao thông đường thủy cũng khá thuận lợi.